# Balclutha thea
Balclutha thea är en insektsart som beskrevs av William Lucas Distant 1910. Balclutha thea ingår i släktet Balclutha och familjen dvärgstritar. Inga underarter finns listade i Catalogue of Life.